# Nydia Velázquez
Nydia Margarita Velázquez Serrano wcześniej Nydia Margarita Velázquez (ur. 28 marca 1953 w Yabucoa) – amerykańska polityczka, członkini Partii Demokratycznej.

## Działalność polityczna
Od 1984 do 1985 zasiadała w Radzie Miasta Nowy Jork. W okresie od 3 stycznia 1993 do 3 stycznia 2013 przez dziesięć kadencji była przedstawicielką 12. okręgu, a od 3 stycznia 2013 jest przedstawicielką 7. okręgu wyborczego w stanie Nowy Jork w Izbie Reprezentantów Stanów Zjednoczonych.